# Redfield (Dakota del Sud)
Redfield è un comune (city) degli Stati Uniti d'America e capoluogo della contea di Spink nello Stato del Dakota del Sud. La popolazione era di 2 333 abitanti al censimento del 2010. La città prende questo nome in onore di J. B. Redfield, un funzionario delle ferrovie.

## Geografia fisica
Secondo lo United States Census Bureau, la città ha una superficie totale di 4,95 km², dei quali 4,89 km² di territorio e 0,07 km² di acque interne (1,36% del totale).
A Redfield è stato assegnato lo ZIP code 57469 e lo FIPS place code 53460.

## Storia
I primi coloni arrivarono nell'area di Redfield nel 1878 e due anni dopo fu istituito un ufficio postale con il nome di "Stennett Junction". Il nome "Redfield" fu adottato nel 1881. La città divenne il capoluogo della contea di Spink nel 1886, a seguito di una battaglia legale e politica di sei anni tra diverse città della contea di Spink. Redfield divenne rapidamente una delle principali città della regione, in parte a causa del suo status di centro ferroviario: la città era un crocevia di due linee della Chicago and North Western Railway, ed era anche servita dalla Milwaukee Road Railroad. Le ferrovie portavano provviste, persone e animali e fornivano anche il trasporto di raccolti nell'Est.
Il Redfield College fu fondato nella città nel 1887 e rimane aperto fino al 1932. Nel 1902 il "Northern Hospital for the Insane", un'istituzione statale, venne aperto in un campus appena a nord della città. Quella struttura rimane operativa oggi con il nome di South Dakota Developmental Center.

## Società

### Evoluzione demografica
Secondo il censimento del 2010, c'erano 2 333 abitanti.

### Etnie e minoranze straniere
Secondo il censimento del 2010, la composizione etnica della città era formata dal 96,91% di bianchi, lo 0,47% di afroamericani, lo 0,86% di nativi americani, lo 0,13% di asiatici, lo 0% di oceanici, lo 0,51% di altre etnie, e l'1,11% di due o più etnie. Ispanici o latinos di qualunque etnia erano l'1,41% della popolazione.